# Château de la Villeneuve-Jacquelot
Pour les articles homonymes, voir Jacquelot.
Le château de la Villeneuve-Jacquelot est situé à Quistinic au lieu-dit du même nom. Il est classé au titre des monuments historiques par arrêté du 28 septembre 1970.

## Historique
Partiellement construit au XIIe siècle, le manoir est édifié vers 1510 par le seigneur de La Villeneuve à l'emplacement de l'ancien château, qui le transforme en bâtiment de plaisance. Les premières preuves écrites attestant que le château est le siège de la seigneurie de la Villeneuve, datent de 1411. La juridiction de cette seigneurie s'étend alors sur 27 paroisses. Le seigneur y détient les droits de haute, moyenne et basse justice. La famille de Villeneuve s'éteint probablement au XVIe siècle et le château passe, soit par mariage, soit par acquêt, à une famille Cybouault dont la dernière héritière, Louise, fille de Charles (seigneur de la Villefresgon et de la Villeneuve) et de Jeanne du Verger (dame de la Saudraye en Guidel) épouse vers 1647 Louis de Jacquelot de La Motte (Anjou), conseiller du roi au parlement de Bretagne en 1644. Une chapelle (dédiée à Notre-Dame-du-Cloître) est édifiée non loin du château en 1638. Actuellement il subsiste des différentes époques : la tour carrée à l'arrière du bâtiment qui date du XIIe siècle ; des archères dans le mur nord, les cheminées des deux pièces de l'ouest et la partie ouest de la façade méridionale qui appartiennent au XIIIe siècle ; les armoiries qui timbrent la porte d'entrée en anse de panier ; l'accolade décorée de choux frisés de la porte, la tour contenant un escalier (premier escalier droit monumental construit en Bretagne), les portes en bois et la cheminée (remaniée) de la salle d'honneur datent du XVIe siècle ; la partie orientale et une petite aile à l'ouest contre la tour, appartiennent au XVIIe siècle. 
Le château aurait ainsi été témoin de la guerre de Succession de Bretagne au XIVe siècle, de la conspiration de Pontcallec (1718-1720), et de la Chouannerie (1792-1804). De 1644 à 1789, il est la demeure des conseillers au Parlement de Bretagne.
Le manoir et la chapelle deviennent la propriété de la famille Magon de La Vieuxville en 1950.
Deux films ont été tournés dans le manoir, Chouans ! en 1988 et Marion du Faouët en 1997.
Le monument est restauré depuis 2009 par l'« Association La Renaissance Jacquelot » qui organise des visites.
Dans l'après-midi du 1er décembre 2013, un incendie se déclare dans les combles du château vers 15 h. Maîtrisé vers 19 h, il a détruit la toiture et le plancher, ravagé deux tours et brûlé du mobilier,. Après d'importants travaux, le manoir retrouve sa toiture en 2018 (charpente en chêne, ardoises de Commana),

## Description
Le château présente un plan rectangulaire avec une tour semi-circulaire en saillie à droite de la façade sur cour et une grosse tour carré dans œuvre sur la façade postérieure. Les fenêtres sont à meneaux et les portes avec accolades. Sa principale rareté est l'escalier voûté sur croisées d'ogive en granite.
C'est vers 1510 que l'escalier a été enchâssé dans une vaste tour vraisemblablement plus ancienne. L'escalier est à volées droites qui tournent autour d'un noyau carré de plan massé de deux mètres de côté. Les paliers avec leurs grandes dalles de pierre sont surmontés de voûtes d'ogives nervurées dont les quartiers retombent sur des culs-de-lampe. La voûte qui part de la salle d'honneur, est soutenue par des arcs-doubleaux, et s'appuie le long des murs sur des arcs-formerets reçus par des chapiteaux en fin granit sculptés de sujets divers : joueur de biniou, visage trifrons — visage à trois fronts —, buste de gentilhomme, esclave ployant sous le poids du chapiteau, animaux (ours, lion, serpent…) et créatures hybrides.

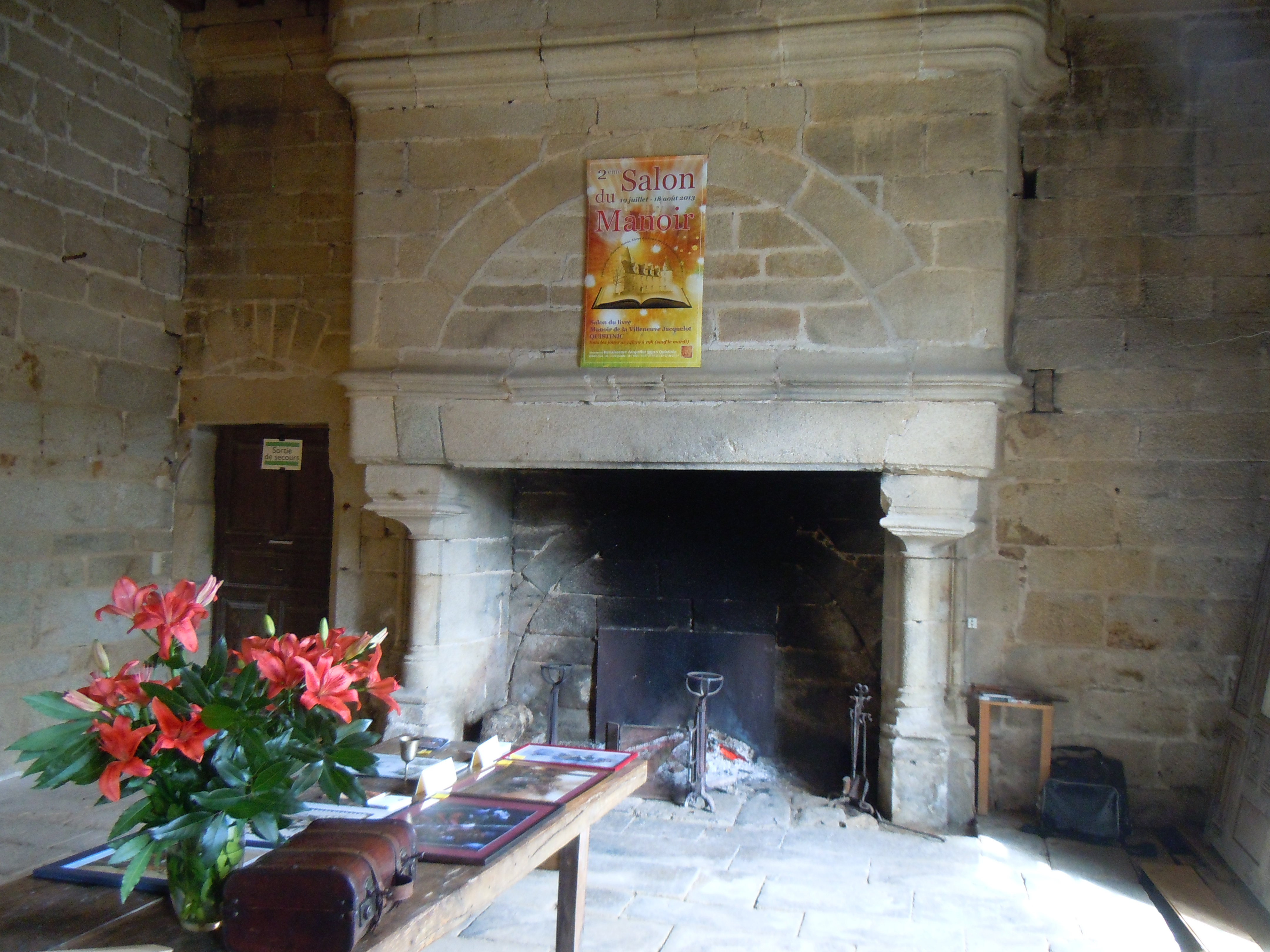
Cheminée monumentale située au rez-de-chaussée du château.
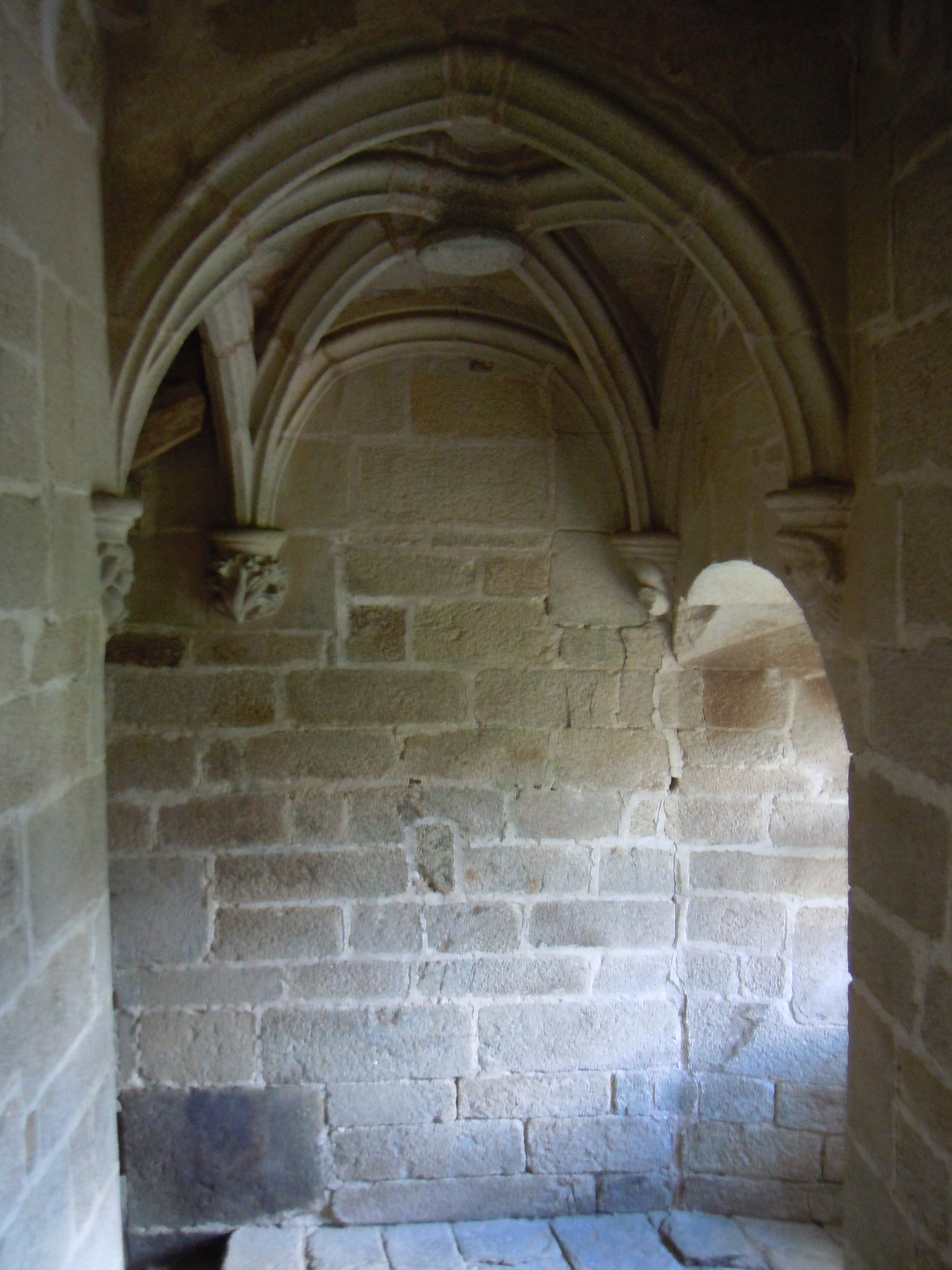
Vue de la cage d'escaliers avec sa voûte.
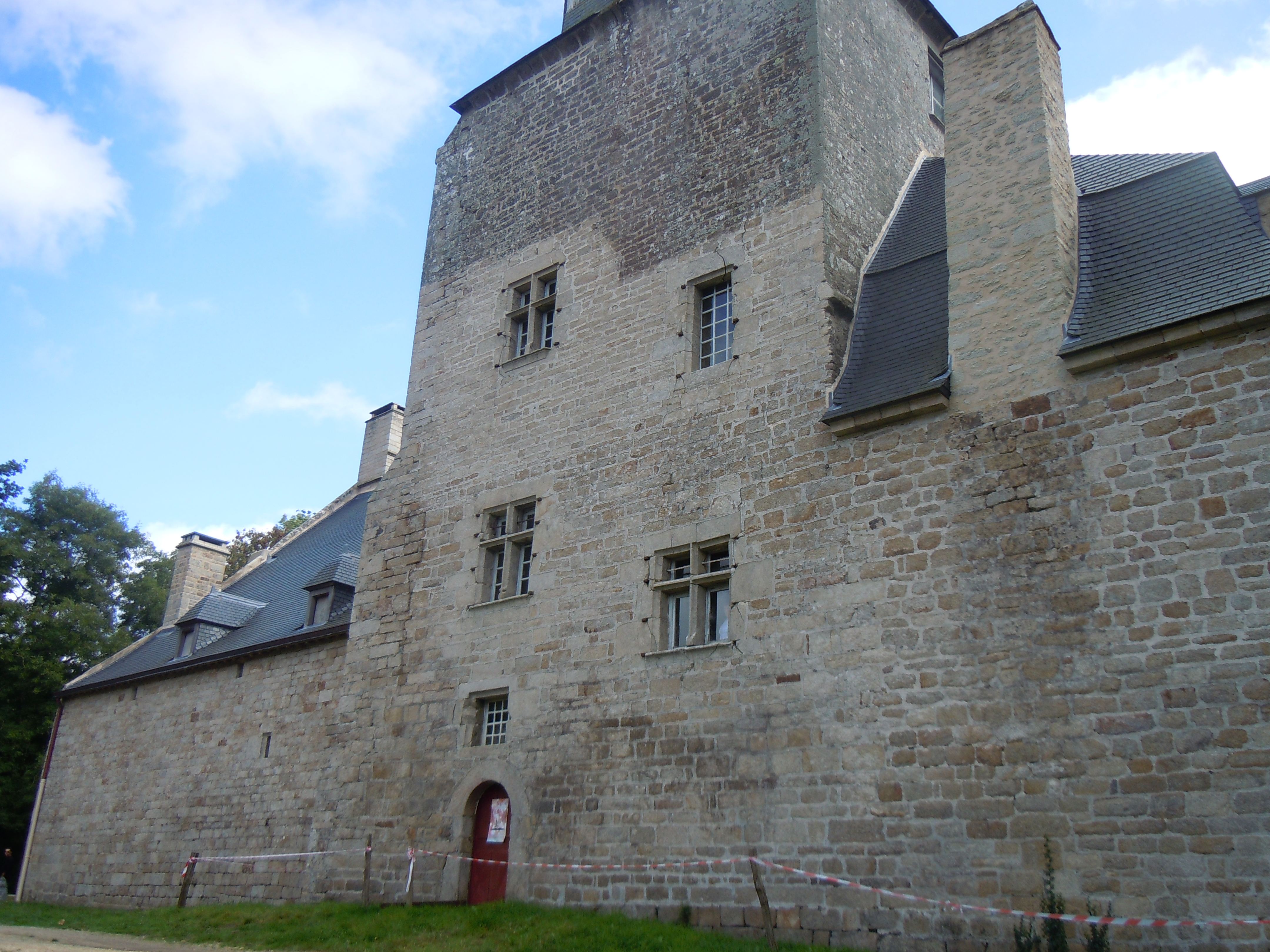
Façade arrière du château et sa grosse tour carrée.